# گوی نیک
گوی نیک، روستایی از توابع بخش راز و جرگلان شهرستان بجنورد در استان خراسان شمالی ایران است. 
جمله خوش آمد گویی: خُش اَقَیُن
زبان= رازی(روضی)
مذهب=شیعه 

## جمعیت
این روستا در دهستان راز قرار دارد و براساس سرشماری مرکز آمار ایران در سال ۱۳۸۵، جمعیت آن ۴۵۴ نفر (۱۲۶خانوار) بوده‌است.